# Hornbæk ifølge Holger
Hornbæk ifølge Holger er en dansk dokumentarfilm fra 1997, der er instrueret af Lars Brydesen efter manuskript af Mette Winge.

## Handling
Fortælling om Hornbæk fra fiskerleje til mondænt badested, i billeder og malerier fra før og nu, med Holger Drachmann (1846-1908) som fiktiv fortæller.